# کریستین هررا پرز
کریستین هررا پرز (انگلیسی: Cristian Herrera؛ زادهٔ ۱۳ مارس ۱۹۹۱) بازیکن فوتبال اهل اسپانیا است که در پست مهاجم برای یو‌دی ایبیزا بازی می‌کند.